# FR-F1

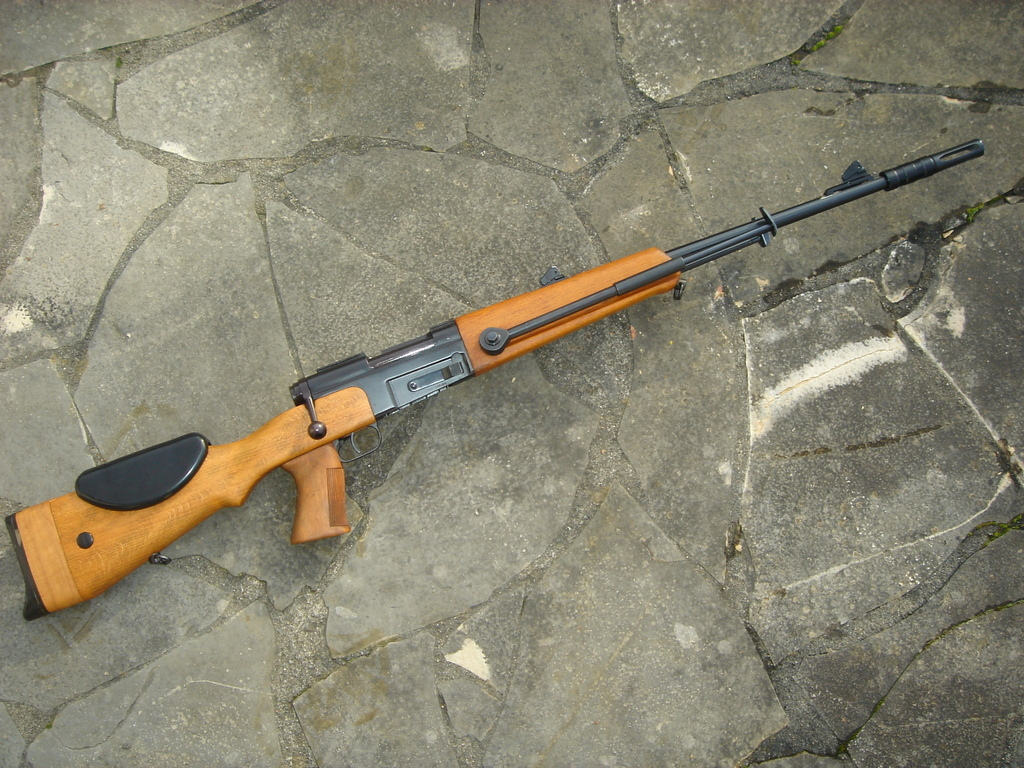
FR F1 без оптичного прицілу

FR-F1 — снайперська гвинтівка, розроблена французькою компанією Manufacture d'Armes St. Etienne (MAS). На озброєнні французької армії 7,5-мм магазинна гвинтівка FR-F1 складається з 1965 під власний гвинтівковий набій 7,5×54 мм. На експорт гвинтівка виробляється під набій 7,62×51 мм НАТО. В армії замінено гвинтівкою FR-F2.

## Конструкція
Тип набою вказується на лівій стороні ствольної коробки. Гвинтівка має важкий стовбур довжиною 552 мм з дульним гальмом-пламегасником
Крім снайперського варіанта FR-F1 «Тірор Д'Еліт» є також спортивний «Тир Спортів» (з тяговим зусиллям на спусковий гачок від 1,5 кг до 1,9 кг) та мисливський «Гран Шарпс» (для полювання на великих тварин, має телескопічний приціл модель 804 та тягове зусилля на спусковому гачку від 2 до 2,5 кг) варіанти.
Конструкція поворотного затвора запозичена у армійської гвинтівки MAS-36. Бойові виступи затвора розташовані ззаду, вигнута вниз ручка — зліва. При русі затвора вперед патрон надсилається в патронник, при замиканні затвора екстрактор захоплює край гільзи патрона. Водночас шептало виходить із зачеплення із виступом ударника. Ударник звільняється, рухається вперед під дією пружини, яка розбиває капсуль патрона. Затвор виймається із ствольної коробки при натиснутому спусковому гачку.
Магазин від'єднується натисканням на магазинну клямку на правій стороні ствольної коробки. Його ємність — 10 набоїв. При перенесенні заряджений магазин закривається зверху гумовою кришкою, що захищає його від потрапляння всередину бруду та пилу. Коли він приєднується до гвинтівки, гумова кришка знімається та встановлюється знизу магазина. Частково витрачені набої можуть бути заповнені шляхом спорядження магазина одиночними патронами зверху ствольної коробки при відкритому затворі, але в бойових умовах цього робити не рекомендується.
На снайперській гвинтівці FR-F1 встановлюється телескопічний приціл, який разом із пристроєм переноситься в чохлі. Кронштейн прицілу фіксується поворотом важеля вперед. Для встановлення телескопічного прицілу на нуль потрібно послабити гвинти нижньої частини кільця кронштейна, маховичок вертикального наведення встановити в положення «2» і навести на віддалений об'єкт через канал ствола. Обертанням пластмасових кілець встановити перехрестя точно на об'єкт прицілювання. Коли точка прицілювання через канал ствола поєднана із сіткою телескопічного прицілу, гвинти на кінці кронштейна потрібно затягнути. Потім слід провести три контрольні постріли на відстань 200 м, щоб переконатися в правильності вивіряння прицілу. Приціл можна зняти та укласти в чохол. При черговому встановленні прицілу вивірка не потрібна. У 1980 р. до гвинтівки FR-F1 було прийнято безпідсвітний нічний приціл ОВ-48 з автоматичним регулюванням посилення. Маса прицілу — 1 кг, кратність збільшення — 3,5х, поле зору — 10 градусів, дальність виявлення великих цілей — до 600 м, малих — до 400 м.
У ряді випадків телескопічний приціл не може бути використаний. Мушка та приціл зазвичай перебувають у складеному положенні. Коли вони використовуються, їм надається вертикальне положення. Приціл має прямокутний проріз, а мушка виконана у формі усіченої піраміди. По обидва боки прорізу прицілу та на мушці нанесено три люмінесцентні зелені крапки, які при стрільбі в нічних умовах утримуються на одній горизонтальній лінії та наводяться на ціль. Для використання механічного прицілу необхідно заздалегідь зняти оптичний приціл. Приклад має надставні «потилицю» та «щоку». Надставки збільшують довжину приклада на 20 чи 40 мм, висоту «щоки» — на 8 чи 17 мм. Для збільшення довжини прикладу одна з надставок кріпиться на торцевій частині прикладу за допомогою гвинта. Потім встановлюється підщільна надставка, яка збільшує висоту прикладу на 8 або 17 мм. Під час встановлення штирі на внутрішній поверхні підщільної надставки повинні увійти в отвори на гребені приклада.
У задній частині цівки в центрі тяжіння гвинтівки до цівки кріпляться складні і регульовані по висоті сошки, при перенесенні гвинтівки вони складаються вперед і забираються в пази з обох боків ствольної накладки. Сошки використовуються завжди, за винятком випадків, коли вогонь ведеться через укриття (наприклад, через невисоку стіну). Довжина пружних ніжок сошки регулюється за допомогою встановлених на них хомутів. Сошка складається при повністю складених ніжках.

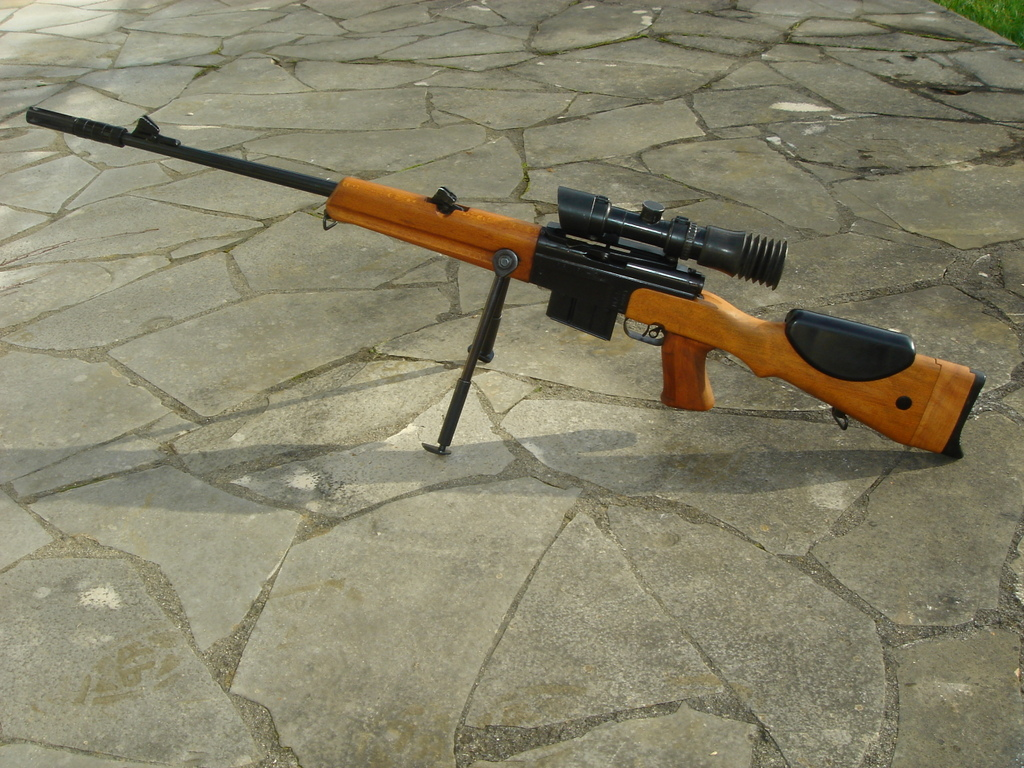
FR F1 вид справа

## Оператори
- Франція
- Мавританія
- Марокко